# Бекслі (боро)
Бе́кслі (англ. London Borough of Bexley) — боро на сході Лондона.

## Географія
Боро межує з Баркінгом і Дагенемом та Гейверінгом на півночі, Гринвічем на сході та Бромлі на півдні.

## Райони
- Аптон
- Барнгарст
- Барнс Крей
- Бекслі
- Бекслігат
- Бельведер
- Блекфен
- Еріт
- Крейфорд
- Крук Лог
- Кроснес
- Ламорбі
- Леснес Гет
- Лонглендс
- Нортамберленд Гет
- Олбані Парк
- Північний Крей
- Північний Енд
- Ракслі
- Сідкап
- Слейд Грін
- Східний Вікгем
- Темзмед
- Фелконвуд
- Футс Крей